# F-32 Ястреб
F-32 Ястреб — лёгкий многоцелевой самолёт.
Разработан в КБ АэроСамара (Россия) (ранее  ОКБ ЛА СГАУ) в соответствии с нормами JAR-VLA. Самолёт совершил первый полёт в 2003 году.
Аэродинамическая схема самолёта представляет собой свободнонесущий низкоплан. Конструкция самолёта создана с использованием композиционных материалов. Обшивка выполнена из трёхслойного стеклопластика. Кабина  спроектирована для размещения пилотов, ростом до 1,95м. На F-32 Ястреб предусмотрена возможность установки спассистемы (парашютной, для спасения самолёта).
Выпускается в пяти модификациях:
- Спортивный
- Учебно-тренировочный и патрульный
- Гидровариант
- Сельскохозяйственный
- Скоростной

## Характеристики[2]
Модификация F-32 (учебно-тренировочный):
- Размах крыла, м 10.80
- Длина, м 7.40
- Высота, м 1.90
- Площадь крыла, м² 14.00
- Масса, кг
  - пустого 390
  - максимальная взлетная 600
- Топливо, л 80
- Тип двигателя 1 ПД Rotax 912ULS
- Мощность, э.л.с. 1 х 100
- Максимальная скорость, км/ч 230
- Крейсерская скорость, км/ч 180
- Практическая дальность, км 1000
- Скороподъёмность, м/мин 300
- Практический потолок, м
- Макс. эксплуатационная нагрузка 4
- Экипаж, чел 2